# Maria Haraldsdotter
Maria Haraldsdotter var dotter till Harald Hårdråde Sigurdsson, kung av Norge, och Ellisif Jaroslavna (Elisabet av Kiev). Enligt Heimskringla dog hon 1066 på Orkney samma dag och stund som hennes far stupade i slaget vid Stamford Bridge, 25 september.